# Rick van der Linden

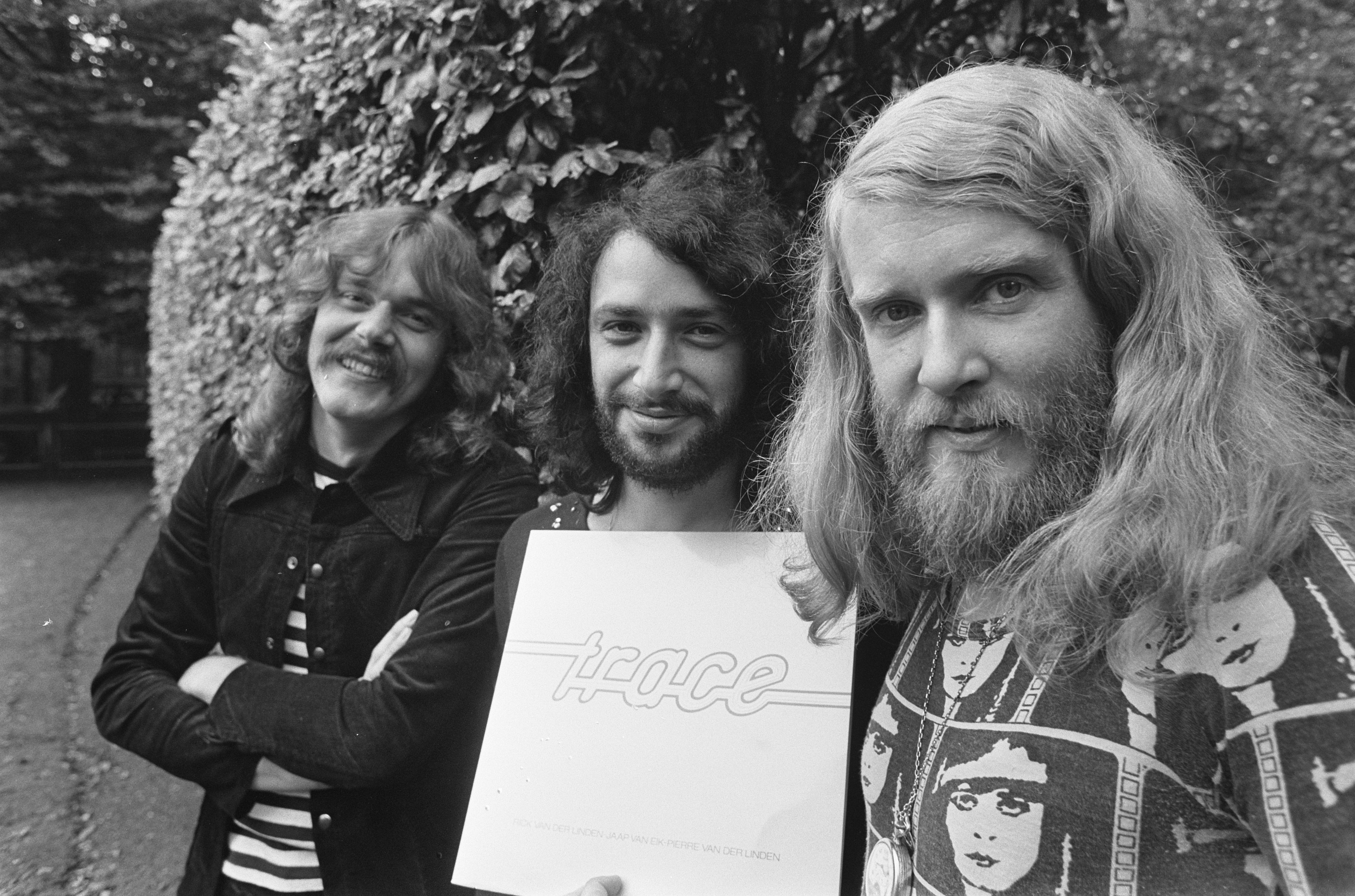
Van der Linden (rechts) mit Trace (1974)

Rick van der Linden (* 5. August 1946 in Badhoevedorp; † 22. Januar 2006 in Groningen) war ein niederländischer Komponist und Keyboarder. Er wurde als Mastermind von Ekseption bekannt und spielte später bei Trace, Mistral und Session. Van der Linden kombinierte gern klassische und moderne Musik, beispielsweise mit Werken von Johann Sebastian Bach und Ludwig van Beethoven.

## Leben
Van der Linden durchlief das Gymnasium in Haarlem und spielte ab seinem 13. Lebensjahr Klavier. Er trat mit verschiedenen Symphonieorchestern auf und spielte Werke verschiedener klassischer Komponisten. 1967 studierte er am Konservatorium von Den Haag mit Auszeichnungen für Klavier, Kirchenorgel, Harmonik und Kontrapunkt. Danach wurde er Dozent am Haarlemer Konservatorium.
Mit Ekseption tourte van der Linden Anfang der 70er Jahre durch Europa. Auch mit Trace war er erfolgreich. Danach machte er diverse Soloalben mit vorwiegend klassischen Werken. Als Gast spielte er mit Größen wie Joachim Kühn, Deep Purple, Phil Collins, Vangelis, Jack Lancaster sowie Brand X und in der Band Mistral (unter anderem mit Robbie van Leeuwen von Shocking Blue).
Am 19. November 2005 erlitt Rick van der Linden einen Schlaganfall, durch den er halbseitig gelähmt wurde und in dessen Folge er zwei Monate später, am 22. Januar 2006, im Alter von 59 Jahren verstarb. Am 27. Januar 2006 wurde er in Hoogeveen beerdigt.

## Equipment
Rick van der Linden war bekannt für sein großes Arsenal an verschiedenen Keyboards auf der Bühne.
- Steinway / Kawai Flügel
- Hohner Clavinet D6
- Hohner Pianet
- Fender Rhodes
- Hammondorgel B3
- Kirchenorgel
- Kleine Pfeifenorgel
- Neupert Cembalo
- ARP 2600
- ARP Solina String Ensemble
- Mellotron 400D (Chor – Strings – Brass)
- Optigan Music Maker